# Herr, wie du willt, so schicks mit mir
Herr, wie du willt, so schicks mit mir (BWV 73) is een religieuze cantate van Johann Sebastian Bach.

## Programma
Deze cantate is geschreven voor de derde zondag na Epifanie en was voor het eerst te horen in de Nicolaaskerk in Leipzig op 23 januari 1724. Daarmee behoort deze cantate tot de eerste cantatejaargang van Bachs werk. Deze cantate behoort tot de zogenoemde Kerstkring van het kerkelijk jaar die loopt van de eerste Adventszondag tot de 4e zondag na Epifanie of Driekoningen. Daarna start de Paaskring die de 50 dagen voor en 50 dagen na Pasen omvat.

## Tekst
De dichter van de vrije teksten is onbekend.
Bijbellezingen voor deze zondag:
- Romeinen 12, 17-21 "Word niet overwonnen door het kwade, neen, overwin het kwade door het goede"
- Matteüs 8, 1-13 "En zie, een melaatse komt tot hem en zegt: Heer, als u dat wilt kunt u mij reinigen"

## Inhoud
1. Koor en recitatief (tenor, bas en sopraan) "Herr, so du willt, so schicks mit mir"
2. Aria (tenor) "Ach, senke doch den Geist der Freuden"
3. Recitatief (bas) "Ach, unser Wille bleibt verkehrt"
4. Aria (bas) "Herr, so du willt"
5. Koraal "Das ist des Vaters Wille"

## Muzikale bezetting
De cantate is geschreven voor Hoorn (in een latere versie orgel), twee hobo's, twee violoen, altviool en basso continuo.

## Toelichting

### Algemene informatie
Deze cantate maakt samen met de cantate die Bach voor de volgende zondag schreef (BWV 81 Jesus schläft, was soll ich hoffen) deel uit van de laatste twee cantates na Epifanie van het jaar 1724, die daarmee de Kerstkring van dat jaar afsloten. Beide cantates componeerde Bach in het eerste jaar na zijn aanstelling als cantor te Leipzig. Zowel de inhoud als Bachs muzikale vormgeving binden beide cantates, waarbij de componist ze aanwendde om zijn expressiviteit in vormgeving te vergroten.

### Bachs muzikale verwerking
Met deze cantate week Bach af van de standaard cantatevorm, zoals tot dan toe gebruikelijk in Leipzig, zowel qua vorm als muzikale bezetting 
- Hij experimenteerde enigszins door het openingskoor en het recitatief in de aanvang van de cantate te integreren.
- De recitatiefgedeelten vervullen in het geheel de functie van tussenspelen alsof men tussen de regels leest.
- Bij Bach zwijgen de strijkers tijdens de recitatiefgedeelten en begeleidt de basso continuo de verhalende gedeelten, maar daarboven blijven de hobo's hun thematiek voortzetten. Op deze wijze ontstond de bijzondere vorm van accompagnatorecitatief met liggende akkoorden van het continuo en beweeglijke blazerspartijen daarboven.
- Bach speelt in alle delen van de cantate wisselend met motieven: verlengend, omkerend, stijgend veranderend in dalend, meenemend van het ene deel naar het andere
- In de voorlaatste basaria komt Bach meest uitdrukkingsvolle affekt voor als het "doodsklokje" (Leichenglocken) slaat en strijkers en continuo gebroken pizzicato akkoorden spelen.